# Heterophasia pulchella
Síbia-formosa ou sibia-azulada (Heterophasia pulchella) é uma espécie de ave da família Timaliidae.
Pode ser encontrada nos seguintes países: China, Índia e Myanmar.
Os seus habitats naturais são: regiões subtropicais ou tropicais húmidas de alta altitude.